# Figulus howei
Figulus howei es una especie de coleóptero de la familia Lucanidae.

## Distribución geográfica
Habita en Australia.